# Eremochrysa pallida
Eremochrysa pallida är en insektsart som först beskrevs av Banks 1911.  Eremochrysa pallida ingår i släktet Eremochrysa och familjen guldögonsländor. Inga underarter finns listade i Catalogue of Life.